# Kerkrade
Kerkrade (phát âmⓘ) (tiếng Limburg: Kirchroa) là một thị xã và đô thị ở đông nam Hà Lan. 
Đô thị này nằm ở nửa phía tây của vùng chia cắt và nửa phía đông là thị xã Đức Herzogenrath. Dân số cả hai thị xã này cộng lại là 100.000 người.

## Các trung tâm dân cư
- Eygelshoven
- Kerkrade—
- Kaalheide
- Bleyerheide
- Spekholzerheide
- Terwinselen
- Holz
- Rolduckerveld
- Hopel
- Chèvremont
- Haanrade
- Gracht

## Natives of Kerkrade
- Wiel Coerver (sinh năm 1924)- cầu thủ bóng đá and manager
- Willy Brokamp (sinh năm 1946) - cầu thủ bóng đá
- Gerd Leers (sinh năm 1951) – nhà chính trị
- Heintje Simons (sinh năm 1955) – ca sĩ
- Pierre Vermeulen (sinh năm 1956) - cầu thủ bóng đá
- René Trost (sinh năm 1965) - cầu thủ bóng đá
- Sieb Dijkstra (sinh năm 1966) - cầu thủ bóng đá
- Jörg Müller (sinh năm 1969) – đua xe
- Roy Bejas (sinh năm 1987) - cầu thủ bóng đá